# Aapravasi Ghat
Aapravasi Ghat – zespół budynków w Port Louis na Mauritiusie, wpisany na listę światowego dziedzictwa UNESCO. Stanowi pozostałość po dawnym centrum recepcyjnym dla przybywających na wyspę imigrantów zarobkowych z Indii. Kompleks rozpoczął swą działalność w 1849, do dziś zachowało się zaś ok. 15% jego budynków, wśród nich brama główna, dawny szpital i część zabudowań przeznaczonych na mieszkania dla nowo przybyłych. 
Międzynarodowa Rada Ochrony Zabytków i Miejsc Historycznych negatywnie zaopiniowała wniosek o wpisanie Aapravasi Ghat na listę UNESCO, argumentując, iż w latach 90. XX wieku w architekturze kompleksu wprowadzono zbyt duże zmiany (przede wszystkim przez różne dobudówki). Komitet Światowego Dziedzictwa UNESCO zajął jednak odmienne stanowisko i na swej 30. sesji w roku 2006 wpisał obiekt na listę.